# Viscosia carnleyensis
Viscosia carnleyensis is een rondwormensoort uit de familie van de Oncholaimidae. De wetenschappelijke naam van de soort is voor het eerst geldig gepubliceerd in 1921 door Ditlevsen.